# El Mediterrani i el món mediterrani en l'època de Felip II
El Mediterrani i el món mediterrani en l'època de Felip II (originalment La Méditerranée et le Monde Méditerranéen a l'époque de Philippe II) és una investigació original de l'historiador francès Fernand Braudel publicada per primera vegada el 1949.

## Obra
A la data és l'obra historiogràfica més important de la primera meitat del segle XX i és un paradigma en la investigació històrica. En ella, Braudel va deixar manifesta la seva teoria dels temps diferenciats o el que ell anomenava la longue durée (llarga durada).
L'obra va representar l'aparició d'un model explicatiu innovador en relegar l'estudi de la política, l'economia i cultura europea de finals del segle xvi amb el regnat de Felip II (molt curta durada) a segon pla i caracteritzar l'estudi sobre la base de les societats mediterrànies en una perspectiva global formades al llarg dels segles (mitjana durada) i determinant el desenvolupament de les mateixes en un context de l'entorn i l'ambient habitat per les societats (llarga durada).

## Rellevància
Representa a més una gran descripció literària del paisatge mediterrani durant el segle xvi on es posen a l'abast del lector tots els matisos per ambientar-se en l'època i entendre-la.
En l'obra, a més, es caracteritza una nova visió de l'espai temps en l'anomenada Història Global, que comporta l'explicació del temps a través de l'espai, el lloc on es desenvolupen les accions. I, paral·lelament, l'espai és explicat a través del context i de la consideració de tots els aspectes que l'envolten. És per això que l'espai a El Mediterrani no té fronteres que van a la costa, sinó que s'endinsen molt més enllà anant fins al Sàhara.